# Val di Rose
La val di Rose è una valle montana dell'Abruzzo situata interamente nel comune di Civitella Alfedena (AQ), tra i rilievi montuosi del parco nazionale d'Abruzzo, Lazio e Molise.

## Storia
La valle montana, il cui toponimo è legato alla cospicua presenza di rose canine, è situata in prossimità della riserva naturale integrale della Camosciara, il nucleo originario del parco nazionale d'Abruzzo, Lazio e Molise. Verso la fine del XIX secolo in questi luoghi fu istituita per volere della famiglia Sipari la riserva reale di caccia dell'Alta Val di Sangro, i cui diritti di caccia furono esclusivamente riservati ai sovrani di Casa Savoia, che restò in vigore fino al 1912. Pochi anni dopo, nel 1923, venne ufficialmente istituito il parco nazionale d'Abruzzo. Dagli anni novanta i sentieri e altre infrastrutture viarie del territorio sono completamente chiusi al traffico motorizzato; durante il periodo estivo gli accessi e le escursioni attraverso il sentiero principale (segnavia I1) sono regolamentati per garantire la tutela dei camosci appenninici, della biodiversità e degli ecosistemi.

## Descrizione
La valle è circondata dai monti Boccanera e Sterpi d'Alto. Il monte Petroso (Monti della Meta) è raggiungibile attraverso il passo Cavuto situato 1942 m s.l.m. Altri luoghi d'interesse limitrofi sono il rifugio di forca Resuni (1952 m s.l.m.), il valico del passaggio dell'orso (1672 m s.l.m.), le convalli Jannanghera e Fondillo dove le faggete vetuste dal 2017 sono state dichiarate patrimonio mondiale dell'umanità dall'UNESCO, nel contesto delle foreste primordiali dei faggi dei Carpazi e di altre regioni d'Europa.
La fauna si caratterizza per la presenza di numerosi camosci appenninici, ma anche di aquile reali e orsi marsicani.